# کومساگا
کومساگا شهری در شهرستان ساپونه در استان بازگا در بورکینافاسوی مرکزی است و جمعیت آن ۱۳۸۵ نفر است.